# Тімой-Мамиші
Тімо́й-Мамиші́ (рос. Тимой-Мамыши, чув. Тимой Мамăш) — присілок у складі Чебоксарського району Чувашії, Росія. Входить до складу Яниського сільського поселення.
Населення — 134 особи (2010; 143 у 2002).
Національний склад:
- чуваші — 100 %